# Cyrtopleura costata
Cyrtopleura costata är en musselart som först beskrevs av Carl von Linné 1758.  Cyrtopleura costata ingår i släktet Cyrtopleura och familjen borrmusslor. Inga underarter finns listade i Catalogue of Life.